# Щепенко, Михаил Григорьевич
Михаил Григорьевич Щепе́нко (26 августа 1945, Новокузнецк) — русский театральный режиссёр, актёр и педагог. Художественный руководитель Московского театра русской драмы, заслуженный деятель искусств РФ.

## Биография
Щепенко Михаил Григорьевич родился в 1945 году в Новокузнецке в семье служащего. В 1956 году переехал вместе с семьей в Липецк. После школы работал слесарем на Новолипецком металлургическом заводе, а затем преподавателем рисования и черчения Липецкой школы-интернат № 1. Параллельно учился на заочном юридическом факультете Воронежского государственного университета. С 1964 года в течение двух лет служил в армии. В 1967 году женился на Тамаре Сергеевне Басниной и переехал в Москву.
В 1970 году окончил Всесоюзный юридический заочный институт, в 1978 — Театральное училище им. Б. В. Щукина по специальности «режиссура драмы», а в 1996 — Православный Свято-Тихоновский Богословский институт.
Работал в МХТИ им. Д. И. Менделеева художником; в 1974 г. вместе с женой организовал при институте театральную студию, первый спектакль которой «Сказка о прекрасной царевне со всеми вытекающими из этого последствиями» был выпущен в 1976 году. С 1980 года руководитель Театра-студии на ул. Чехова. В 1987 году студия получила статус профессионального театра, название «Камерная сцена» и собственное здание на ул. Земляной вал. С 1987 г. — художественный руководитель Московского театра русской драмы «Камерная сцена».
С 1989 года выпустил три курса на кафедре актерского мастерства Ярославского государственного театрального института. С 2009 года руководит курсом на кафедре режиссуры.
Имеет двух детей: Юлию (1968 года рождения) и Дмитрия (1987 года рождения).
Имя Михаила Щепенко занесено в книгу рекордов Гиннеса.
В марте 2022 года подписал обращение в поддержку военного вторжения России на Украину (2022).

## Творчество

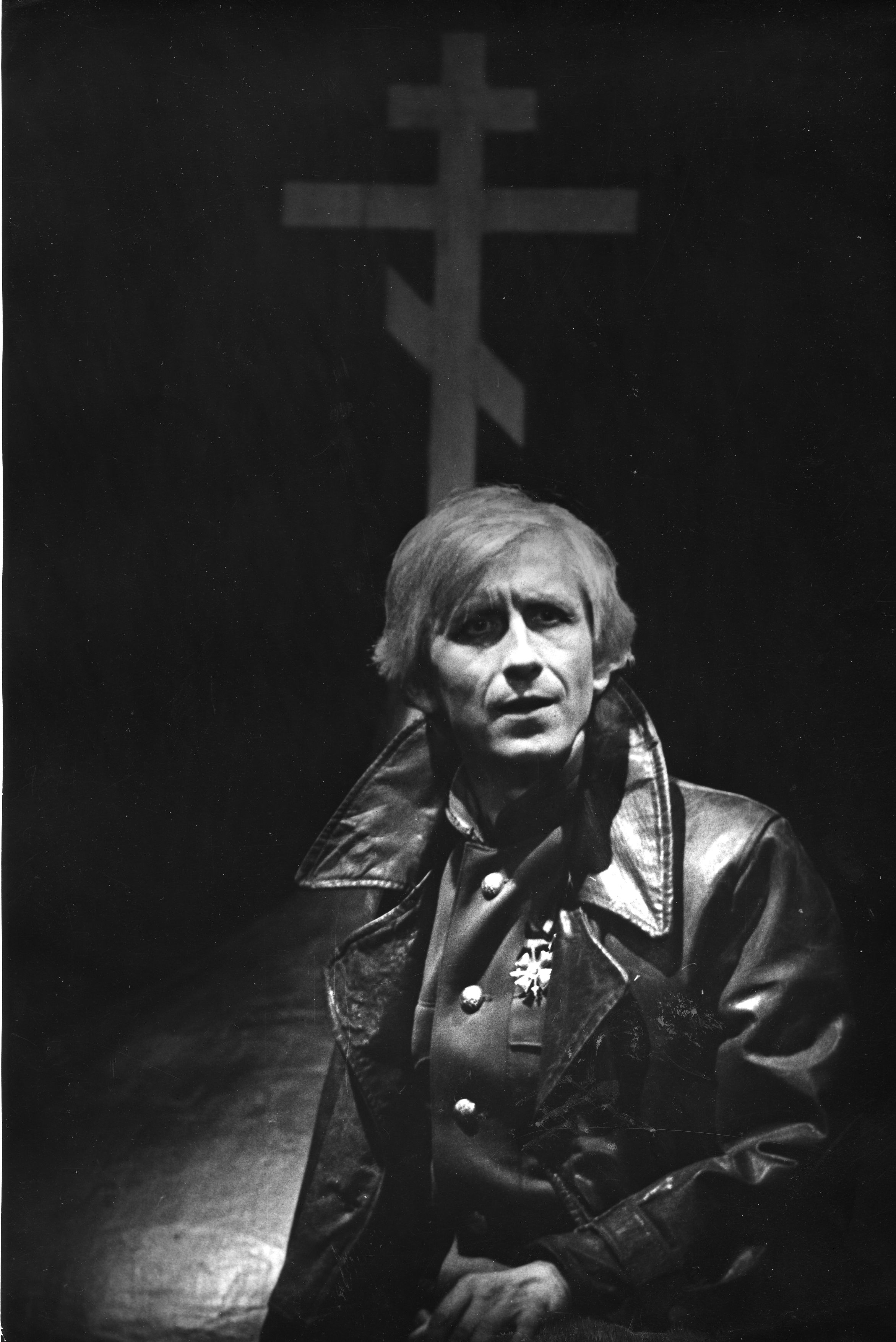
Спектакль «Конь вороной» (1990 г.)

Театральная деятельность Михаила Григорьевича Щепенко началась в 1974 году, когда он организовал студенческий театральный коллектив. Этот коллектив прошел долгий путь от студии до профессионального театра. Им создано более 60 спектаклей, каждый из которых имеет стилевые особенности, позволяющие говорить о феномене «Театра Щепенко».

### Феномен «Театра Щепенко»
В своей режиссёрской деятельности Михаил Григорьевич следует традициям русского реалистического театра и развивает принципы вахтанговской школы. Экспериментальные по форме, его спектакли отличаются углублённым психологизмом. От всех остальных театров Щепенко отличает принципиальная позиция человека и режиссёра, состоящая в том, что труппа — это его большая семья.
Михаил Григорьевич придерживается мнения, что человек должен быть истинным христианином. И хотя свой театр он позиционирует как светский, но по духу — православный. Путь к тому человеку, каким сейчас является Михаил Щепенко, проходил через различные мировоззренческие изменения. Он был и атеистом, и приверженцем восточных вероучений. Он отождествляет театр с тем оружием, с помощью которого можно сражаться за свои идеалы. Народный артист Юрий Каюров о Михаиле Григорьевиче:

Когда я смотрю на ваш театр, вижу, как Миша Щепенко подобно ледоколу прокладывает среди торосов путь для своих соратников, определяю, чем выделяется ваш театр среди других театральных коллективов. Я понял, в чём секрет его отличия. Даже ещё со времен на улице Чехова: он отличается каким-то своим особенным направлением удивительно трепетного и душевного проникновения в суть и драматургии, и человеческого характера, и в способ выявления мыслей, чувств, ощущений персонажей. Он ставил спектакль о человеке. Да. И мне кажется самым главным — о доброте человеческой.— Каюров Ю.Н.

### Творческая биография
| Год  | Название                                                                  | Автор пьесы                    | Роль                                              |
| ---- | ------------------------------------------------------------------------- | ------------------------------ | ------------------------------------------------- |
| 1976 | «Сказка о прекрасной царевне со всеми вытекающими из этого последствиями» | Михаил Щепенко, Тамара Баснина | режиссёр-постановщик, сценарист                   |
| 1978 | «Эй, кто-нибудь!»                                                         | У. Сароян                      | режиссёр-постановщик, сценограф                   |
| 1978 | «Двадцать минут с ангелом» (Провинциальные анекдоты (пьеса))              | А. Вампилов                    | режиссёр-постановщик, актёр, сценограф            |
| 1979 | «О, Русь моя!»                                                            | Михаил Щепенко                 | режиссёр-постановщик, сценарист, сценограф        |
| 1981 | «Фантазии Фарятьева»                                                      | Алла Соколова                  | режиссёр-постановщик, сценограф                   |
| 1982 | «О чём кричите?»                                                          | А. П. Чехов                    | режиссёр-постановщик, сценограф                   |
| 1982 | «Чехов на улице Чехова»                                                   | А. П. Чехов                    | режиссёр-постановщик, сценограф, сценарист        |
| 1983 | «Всегда театр!»                                                           | И. Камерный                    | режиссёр-постановщик, актёр                       |
| 1984 | «Чайка по имени Джонатан Ливингстон»                                      | Р. Бах                         | режиссёр-постановщик, актёр, сценограф            |
| 1985 | «Однажды утром перед закатом»                                             | Михаил Щепенко                 | режиссёр-постановщик, драматург, сценограф        |
| 1986 | «У нас в гостях Мольер»                                                   | Михаил Щепенко                 | режиссёр-постановщик, сценарист                   |
| 1986 | «Век минул»                                                               | А. П. Чехов                    | режиссёр-постановщик, сценограф, сценарист        |
| 1988 | «Уравнение с двумя известными»                                            | М. Арбатова                    | режиссёр-постановщик, актёр, сценограф            |
| 1988 | «Ангел Скорбное понимание»                                                | В. Москаленко                  | режиссёр-постановщик, актёр, сценограф            |
| 1990 | «Конь вороной»                                                            | Б. Савинков                    | режиссёр-постановщик, актёр, сценограф            |
| 1990 | «Три брата»                                                               | И. Камерный                    | режиссёр-постановщик, сценограф                   |
| 1992 | «Огни»                                                                    | А. П. Чехов                    | режиссёр-постановщик, сценограф, сценарист        |
| 1994 | «Клоу-дивертисмент»                                                       | И. Камерный                    | режиссёр-постановщик, сценограф                   |
| 1995 | «Женитьба?»                                                               | Н. В. Гоголь                   | режиссёр-постановщик, актёр, сценограф            |
| 1996 | «Необойдённый дом»                                                        | В. Ф. Одоевский, С. Чистякова  | режиссёр-постановщик, сценограф                   |
| 1997 | «Царь Фёдор Иоаннович»                                                    | А. К. Толстой                  | режиссёр-постановщик, актёр, сценограф            |
| 1997 | «Небесный гость»                                                          | Юлия Аверина                   | режиссёр-постановщик, сценограф                   |
| 1998 | «Ночь, когда открываются тайны»                                           | Юлия Аверина                   | режиссёр-постановщик, сценограф                   |
| 1999 | «И виждь, и внемли…»                                                      | Михаил Щепенко                 | режиссёр-постановщик, драматург, сценограф        |
| 1999 | «Морозко»                                                                 | Юлия Аверина                   | режиссёр-постановщик, сценограф                   |
| 1999 | «Муромское чудо»                                                          | Г. Юдин                        | режиссёр-постановщик, сценограф                   |
| 2000 | «Два Мороза»                                                              | Юлия Аверина                   | режиссёр-постановщик, сценограф                   |
| 2001 | «Кошкин дом»                                                              | А. Кулыгин                     | режиссёр-постановщик, сценограф                   |
| 2001 | «Барин и слуга»                                                           | К. Лукашевич                   | режиссёр-постановщик, сценограф                   |
| 2001 | «Вот вы спрашиваете, как мы поживаем…»                                    | А. П. Чехов                    | режиссёр-постановщик, сценограф, сценарист        |
| 2002 | «Куликово поле»                                                           | И. Шмелёв                      | режиссёр-постановщик, актёр, сценограф, сценарист |
| 2004 | «Выбор короля»                                                            | Лидия Чарская                  | режиссёр-постановщик, сценарист, сценограф        |
| 2004 | «Беда от нежного сердца»                                                  | В. Соллогуб                    | режиссёр-постановщик, сценограф                   |
| 2005 | «По самому по краю…»                                                      | М. Щепенко                     | режиссёр-постановщик, драматург, сценограф        |
| 2005 | «Это был, конечно, он…»                                                   | А. Твардовский                 | режиссёр-постановщик, сценограф                   |
| 2008 | «Сердце не камень»                                                        | А. Н. Островский               | режиссёр-постановщик, сценограф                   |
| 2008 | «Бенгальские огни»                                                        | Н. Носов                       | руководитель постановки                           |
| 2009 | «Двенадцать месяцев»                                                      | С. Я. Маршак                   | режиссёр-постановщик, сценограф                   |
| 2010 | «Последний звонок»                                                        | Юлия Аверина                   | руководитель постановки                           |
| 2010 | «Лебединая песня»                                                         | А. Н. Островский и А. П. Чехов | режиссёр-постановщик, сценарист, сценограф        |

## Научные статьи и публикации
- Быть или не быть // Газета «Культура» от 01.02.1997
- Римляне гибли по своей вине — полемика с М. Захаровым // «Российская газета» от 14.03.1997
- Малые театры. Боль и надежда // Журнал «Страстной бульвар, 10» № 3 1997 г.
- Портрет учеников // Журнал «Театральная жизнь» № 3 1998 г.
- Театр как эпицентр конфликта двух культур: духовной и светской // Журнал «Москва» № 7 2000 г.
- Мы — братья одной стаи // «Театральный дневник» № 4 2000 г.
- Православие и театр // «Русь державная» № 4 (83) 2001 г.
- Театр: язычество или христианство // Журнал «Москва» № 5 2001 г.
- Грех лицедейства // Журнал «Москва» август 2002 г.
- Публикация пьесы Щепенко «И виждь и внемли» с комментариями «Рефлексия сквозь время» // Журнал «Развитие личности» № 3 2003 г.
- Категории истины и красоты в христианском сценическом искусстве // Журнал «Москва» № 5 2004 г.
- Обращение к духовным корням // Газета «Православная Москва» № 23 2004 г.
- Искусство и духовность // Журнал «Православная беседа» № 3 2005 г.
- Гуманизм и христианство // Журнал «Москва» № 10 2005 г.
- Как жить по совести?! // Газета «Московская правда» от 18 ноября 2005 г.
- Всё великое возникает из «не могу молчать» // «Учительская газета» № 1 2006 г.